# اچ‌ام‌اس آرگیل (۱۹۰۴)
اچ‌ام‌اس آرگیل (۱۹۰۴) (به انگلیسی: HMS Argyll (1904)) یک کشتی بود که طول آن ۴۷۳ فوت ۶ اینچ (۱۴۴٫۳۲ متر) بود. این کشتی در سال ۱۹۰۴ ساخته شد.